# Rifugio Rossi
Il Rifugio Enrico Rossi alla Pania, meglio noto come rifugio Rossi, è un rifugio situato nel comune di Molazzana (LU), nel Gruppo delle Panie, nelle Alpi Apuane, a 1 609 m s.l.m.
Il rifugio è di proprietà del CAI, sezione di Lucca, che lo ha inaugurato il 24 agosto 1924 con il nome di rifugio Pania. Pochi anni dopo l'inaugurazione fu dedicato a Enrico Rossi, giovane alpinista lucchese morto in un incidente stradale. 
Il rifugio ha ricevuto il riconoscimento di "Esercizio consigliato dal Parco per le sue scelte eco-compatibili".

## Accessi

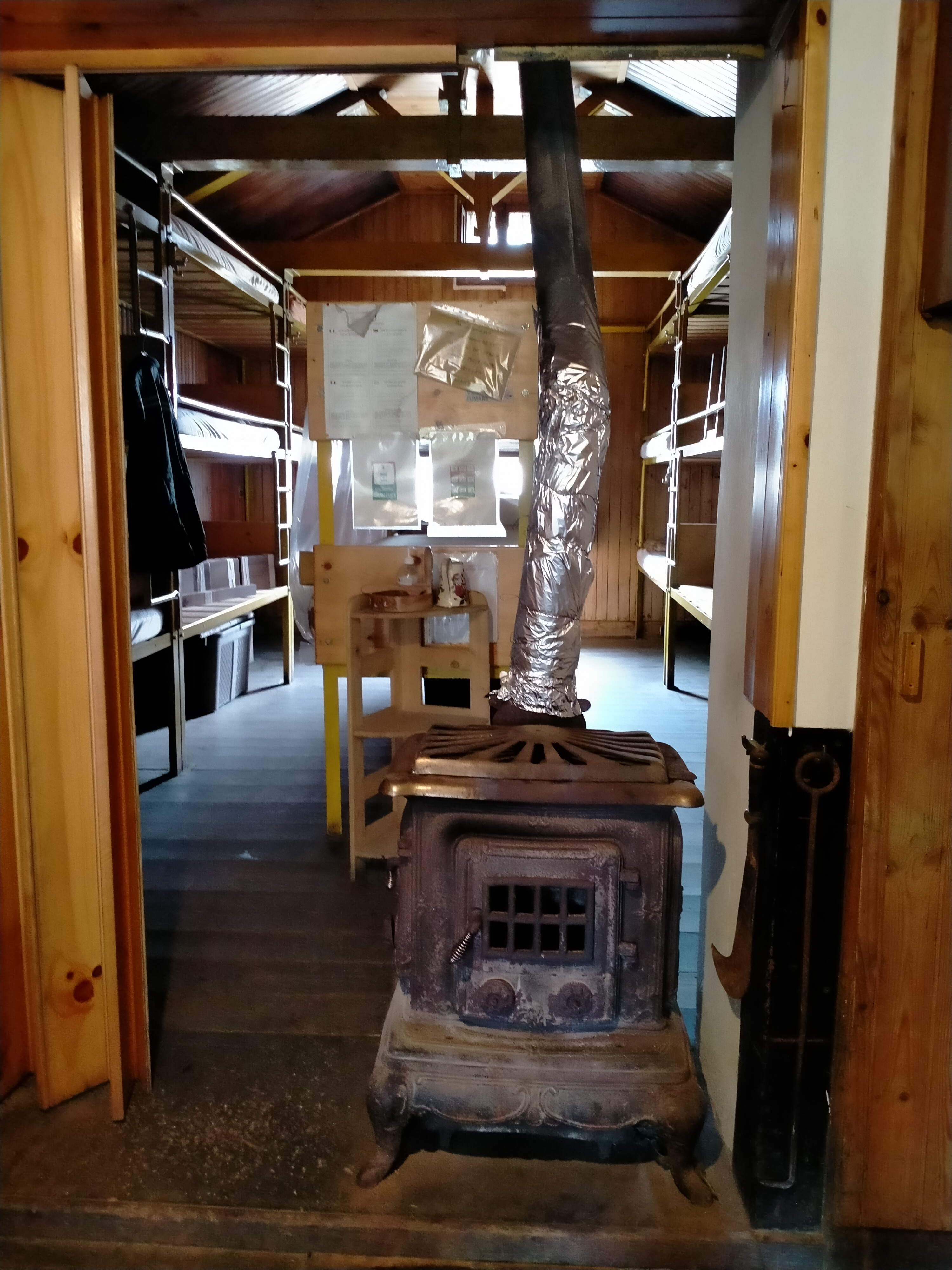
Rifugio Rossi, interno

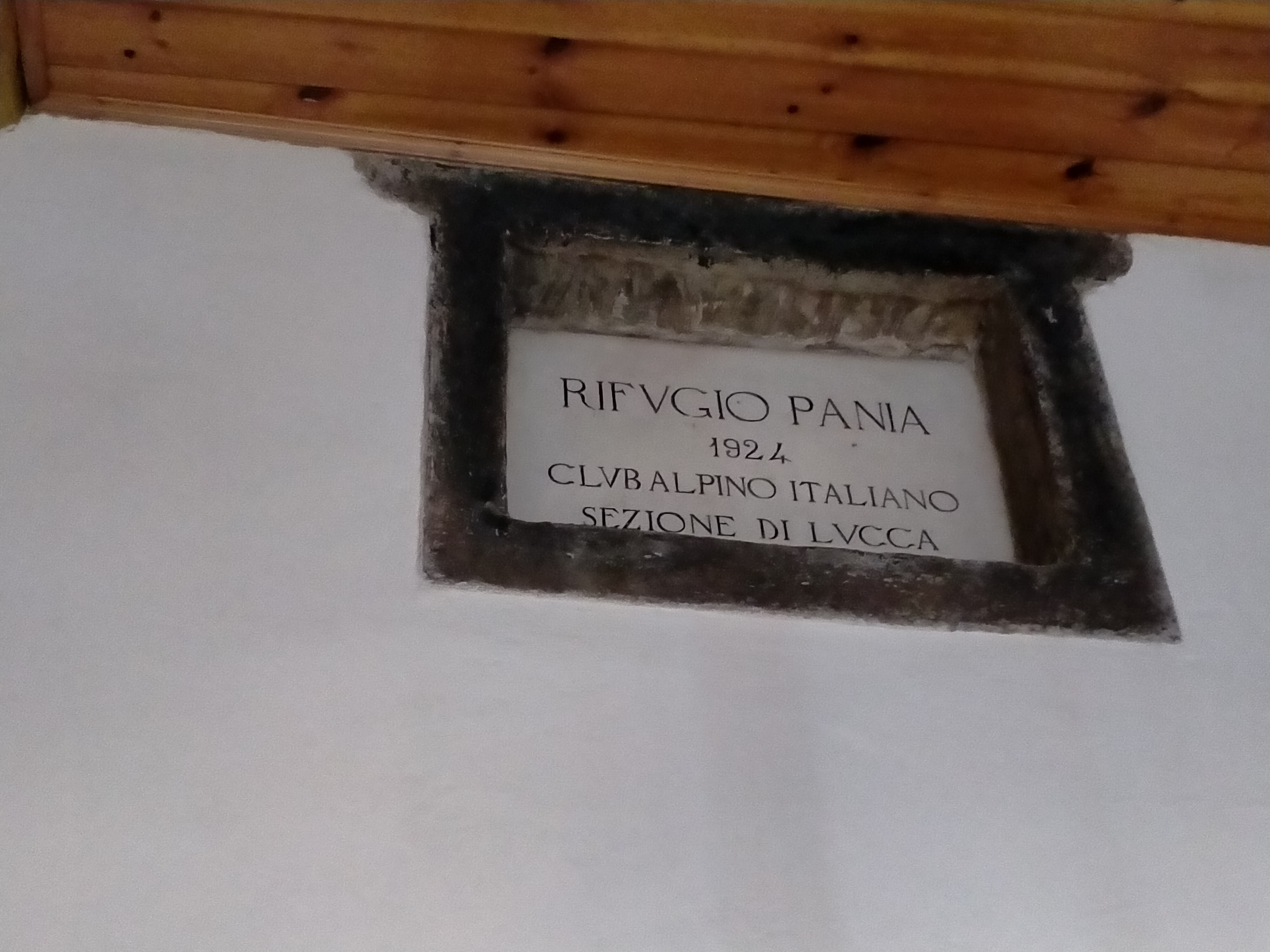
Targa dell'inaugurazione con nome originale

L'accesso avviene dal versante garfagnino salendo da località Piglionico tramite il sentiero CAI nº 7 (500 metri di dislivello, 1 ora e 30 minuti). 
Per quanto riguarda il versante versiliese, si accede partendo dal rifugio Del Freo tramite il sentiero CAI nº 126 (circa 2 ore) oppure dal rifugio Forte dei Marmi attraverso le Foci di Valli percorrendo il sentiero CAI nº 7 (5 ore e 30 minuti).

## Ascensioni
- Pania della Croce - 1 858 m s.l.m.
- Pania Secca - 1 711 m s.l.m.
- Pizzo delle Saette - 1 720 m s.l.m.